# 拉斯拉
拉斯拉（Rasra），是印度北方邦Ballia县的一个城镇。总人口29263（2001年）。

## 人口
该地2001年总人口29263人，其中男性15317人，女性13946人；0—6岁人口4862人，其中男2607人，女2255人；识字率63.61%，其中男性为69.11%，女性为57.58%。